# The Cast-Off
 (août 2025).
Pour plus de détails, voir Fiche technique et Distribution.
The Cast-Off est un film américain réalisé par Raymond B. West, sorti en 1918.

## Synopsis
Pancrimee Nethaway est une actrice à succès, dont l'un des plus ardents admirateurs est Guy Henley, dont elle cherche à briser le ménage. Le docteur Jim Thorpe, qui travaille dans un hôpital pour enfants, presse l'actrice à venir l'aider dans son travail. Un jour, en soignant le fils des Henley, il apprend ce que cherche à faire Pancrimee et il la retient un soir où elle devait dîner avec Guy. Elle lui raconte alors pourquoi elle en veut à Henley. Dans sa jeunesse, elle s'appelait Pansy May, elle était la bonne dans la pension de famille de Mme Hendon-Ware et elle était la risée de certains pensionnaires. Guy Henley lui avait fait croire qu'il était son ami alors qu'il se moquait d'elle dès qu'elle avait le dos tourné. Thorpe lui montre alors le fils Henley et elle a des remords. Toutefois, une romance a commencé entre le docteur et l'actrice et tout finit bien.

## Fiche technique
- Titre original : The Cast-Off
- Réalisation : Raymond B. West
- Scénario : C. Gardner Sullivan
- Photographie : Charles J. Stumar
- Production : Thomas H. Ince
- Société de production : Triangle Film Corporation
- Société de distribution : M.H. Hoffman, Foursquare Pictures
- Pays d'origine :  États-Unis
- Langue originale : anglais
- Format : noir et blanc — 35 mm — 1,37:1 — Film muet
- Genre : drame
- Durée : 60 minutes (6 bobines, 1 800 m)
- Dates de sortie :  États-Unis : février 1918
- Licence : Domaine public

## Distribution
- Bessie Barriscale : Pansy May
- Howard C. Hickman : Jim Thorpe
- Jack Livingston : Guy Henley
- Dorcas Matthews : Hazel Wilson
- Tom Guise : Sam Mason
- Aggie Herring : Mme Hendon-Ware
- Margaret Thompson : Grace Lytton